# مارتن جونز (عازف بيانو)
مارتن جونز (بالإنجليزية: Martin Jones)‏ هو عازف بيانو بريطاني، ولد في 4 فبراير 1940 في ويتني ‏ في المملكة المتحدة.

## وصلات خارجية
- مارتن جونز على موقع IMDb (الإنجليزية)
- مارتن جونز على موقع ميوزك برينز (الإنجليزية)
- مارتن جونز على موقع أول ميوزيك (الإنجليزية)
- مارتن جونز على موقع ديسكوغز (الإنجليزية)